# Фонетика и фонология хиндустани
В настоящей статье представлены сведения о фонологии и фонетике стандартного хинди, индоарийского языка, одного из двух существующих стандартных языков хиндустанского кластера.

## Гласные
| \| \| Передние \| Средние \| Задние \| \| ----------------------------------- \| -------- \| --------- \| ------ \| \| Верхние \| iː ĩː \| \| uː ũː \| \| Средне-верхние \| i ĩ \| \| u ũ \| \| Средние \| e ẽ \| \| o õ \| \| Средне-нижние \| ɛ ɛ̃ \| \| ɔ ɔ̃ \| \| Нижние \| \| a a: ã ãː \| \| \| Гласные хинди согласно О. Коулу.[1] \| \| \| \| |          |           |        |
| | Передние | Средние   | Задние |
| Верхние | iː ĩː    |           | uː ũː  |
| Средне-верхние | i ĩ      |           | u ũ    |
| Средние | e ẽ      |           | o õ    |
| Средне-нижние | ɛ ɛ̃      |           | ɔ ɔ̃    |
| Нижние |          | a a: ã ãː |        |
| Гласные хинди согласно О. Коулу. |          |           |        |

## Согласные
Таблица: Согласные хинди и урду. Маргинальные фонемы и фонемы, встречающиеся не во всех вариантах, даны в скобках.
|               | Губно-губные | Губно-губные | Губно- зубные | Губно- зубные | Зубные/ Альвеолярные | Зубные/ Альвеолярные | Ретрофлексные | Ретрофлексные | Постальвеолярные/ Палатальные | Постальвеолярные/ Палатальные | Заднеязычные | Заднеязычные | Увулярные | Увулярные | Глоттальные | Глоттальные |
| ------------- | ------------ | ------------ | ------------- | ------------- | -------------------- | -------------------- | ------------- | ------------- | ----------------------------- | ----------------------------- | ------------ | ------------ | --------- | --------- | ----------- | ----------- |
| Носовые       | m            | m            |               |               | n                    | n                    | (ɳ)           | (ɳ)           | ɲ                             | ɲ                             |              |              |           |           |             |             |
| Взрывные      | p pʰ         | b bʱ         |               |               | t̪ t̪ʰ                 | d̪ d̪ʱ                 | ʈ ʈʰ          | ɖ ɖʱ          |                               |                               | k kʰ         | ɡ ɡʱ         | (q)       |           |             |             |
| Аффрикаты     |              |              |               |               |                      |                      |               |               | tʃ tʃʰ                        | dʒ dʒʱ                        |              |              |           |           |             |             |
| Фрикативные   |              |              | f             |               | s                    | z                    |               |               | ʃ                             |                               | (x)          | (ɣ)          |           |           |             | ɦ           |
| Одноударные   |              |              |               |               | ɾ                    | ɾ                    | (ɽ) (ɽʱ)      | (ɽ) (ɽʱ)      |                               |                               |              |              |           |           |             |             |
| Аппроксиманты |              |              | ʋ             | ʋ             | l                    | l                    |               |               | j                             | j                             |              |              |           |           |             |             |